# Allein gegen die Zeit
Allein gegen die Zeit ist eine in Echtzeit erzählte Krimiserie mit Science-Fiction-Anleihen, die in Deutschland von KiKA ausgestrahlt wird. Vom Aufbau her ähnelt sie der Serie 24. Am 27. Oktober 2016 kam eine Verfilmung der Serie in die deutschen Kinos.

## Handlung

### Staffel 1

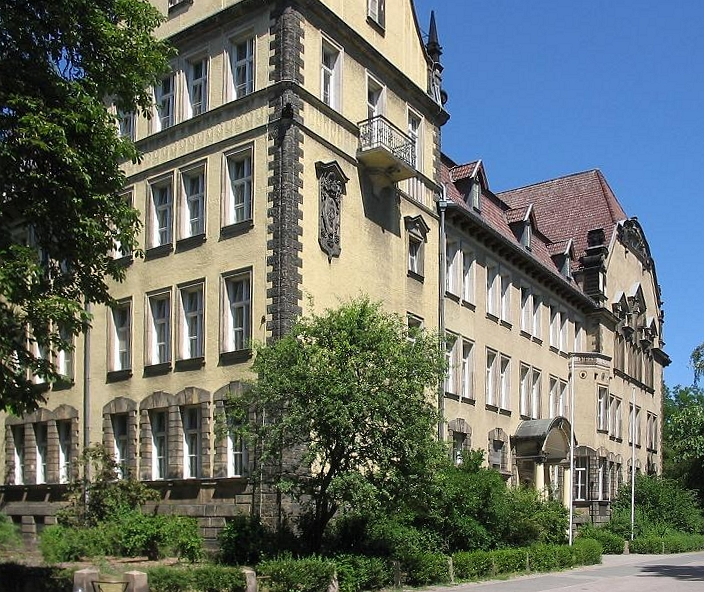
Die Friedrich-Bergius-Oberschule, in der Serie die Otto-Hahn-Gesamtschule

Die Schüler Ben, Jonas, Leo, Sophie und Özzi müssen an einem Samstag in der Schule nachsitzen. Als ihr Lehrer, Herr Funke, der auch Bens Vater ist, den Raum verlässt und nicht wieder auftaucht, machen sich die fünf auf die Suche nach ihm. Nachdem sie an einem anderen Klassenraum vorbeigegangen sind, sehen sie, dass eine Gruppe Gangster den Astronomiekurs als Geiseln gefangen hält. Als die Nachsitzer verschwinden wollen, merken sie, dass alle Ausgänge der Schule abgeriegelt sind. Die Kinder finden heraus, dass die Geiselnehmer hinter dem Nanotron, welches Bens Vater zur Behandlung von Krebs erfunden hat, her sind. Das Nanotron ist ein Gerät, welches durch die richtigen Einstellungen mikroskopisch kleinste, sogenannte Nanobots herstellt, die im menschlichen Gehirn zwischen die Synapsen gelangen und somit den Körper von einer speziellen Apparatur steuerbar machen. Der Auftraggeber möchte dadurch die Politiker Europas steuern können, um die Alleinherrschaft zu erlangen. Die fünf Schüler wollen den Transport dieser Nanobots und des Nanotrons verhindern.

### Staffel 2
Ben, Leo, Jonas, Özzi und Sophie fahren zum Zelten an einen See in der Nähe von Berlin. Als Ben plötzlich im Wald verschwindet, machen sich die anderen auf die Suche nach ihm. Sie treffen einen mysteriösen Mann, der krank zu sein scheint und kurz darauf stirbt. Zuvor kann er ihnen noch mitteilen, dass eine Gruppe von Verbrechern einen Anschlag plant, bei dem Tausende sterben könnten. Dieselben Männer haben auch Ben entführt und in ein Sperrgebiet gebracht. Den Freunden gelingt es, das Sperrgebiet zu betreten, doch sie werden darin eingesperrt und sind ganz auf sich gestellt. Sie befreien Ben und finden heraus, dass die Bande giftige Sporen entwickelt hat, die sie in Orchideen verstecken. Jeder, der mit den Sporen in Berührung kommt, stirbt innerhalb von drei Stunden. Als die Kinder selbst infiziert werden, bleibt ihnen nicht viel Zeit, um ein Gegenmittel zu finden. Außerdem müssen sie versuchen, den Abtransport der Orchideen zu verhindern, damit diese nicht eingesetzt werden können, um Menschen zu töten.

### Der Film
Die fünf Schüler Leo, Sophie, Jonas, Ben und Özzi stehen kurz vor ihrem Abitur. Gemeinsam mit ihrer Klasse begeben sie sich auf eine Klassenfahrt nach Hildesheim. Keiner der Schüler konnte ahnen, dass sie sich schon bald in einem lebensgefährlichen Abenteuer befinden werden, wobei ihre Freundschaft auf eine harte Probe gestellt wird. In Hildesheim angekommen begibt sich die Klasse in den Dom. Dort kommt es zu einer schweren Explosion und es scheint so, als ob die Schüler von einem besonderen Einsatzkommando evakuiert werden müssen. Nach kurzer Zeit jedoch stellt sich heraus, dass die Klasse von einer Sekte entführt wurde. Lediglich den fünf Helden gelingt die Flucht. Bis zur Sonnenfinsternis müssen sie alles dafür geben, die Katastrophe zu verhindern. Dabei sind sie „Allein gegen die Zeit“ und müssen sich zahlreichen ungeahnten Herausforderungen stellen.

## Produktion
Die Serie ist eine Produktion der Askania Media Filmproduktion GmbH unter Federführung des NDR in Koproduktion mit dem MDR, WDR, KiKA und der Bavaria Fernsehproduktion, gefördert von der Medienboard Berlin/Brandenburg. Das Konzept entwickelten Silja Clemens, Stephan Rick und Ceylan Yildirim. Die Regisseure waren Stephan Rick und Andreas Morell, die Kamera führten Felix Cramer und Olaf Aue. Die Drehbücher schrieben die Autoren Silja Clemens, Catharina Junk, Michael Demuth und der Regisseur Stephan Rick nach dem amerikanischen Prinzip des Writer's Room unter der dramaturgischen Leitung von Ceylan Yildirim. Verantwortlicher Redakteur war Ole Kampovski.
Die Dreharbeiten zur zweiten Staffel dauerten vom 28. September bis zum 17. Dezember 2010 und vom 2. bis zum 8. Februar 2011. Gedreht wurden erneut 13 Folgen. Regie führte Andreas Morell. Headautorin und Producerin ist Ceylan Yildirim. Die Autoren im Writers' Room sind Oke Stielow, Silja Clemens und Michael Demuth. Für die Bildgestaltung zeichnen Wolf Siegelmann und Simon Schmejkal verantwortlich. Produzent ist Martin Hofmann. Die redaktionelle Federführung lag erneut bei Ole Kampovski.

## Schauplatz
Gedreht wurde ausschließlich in und um Berlin. Innen- und Außenaufnahmen der Schule entstanden an der Friedrich-Bergius-Schule im Ortsteil Friedenau. Als Polizeipräsidium  der 1. Staffel diente ein eigens eingerichtetes altes Bechsteinhaus in Kreuzberg. Als Villa Degenhardt diente das Palais am Festungsgraben.
Die Außenaufnahmen rund um das Militärgelände am Sichelsee  aus der 2. Staffel entstanden am Teufelsberg, dessen Radartürme in die Handlung integriert wurden. Bei dem unterirdischen Tunnel- und Bunkersystem der Anlage handelt es sich in Wahrheit um das Kellergewölbe der ehemaligen Bötzow-Brauerei in Prenzlauer Berg.
Einstellungen zu Allein gegen die Zeit – Der Film wurden unter anderen im Kloster Walkenried und Burg Bentheim sowie in der Einhornhöhle (Harz) aufgenommen. Des Weiteren wurden einige Szenen in Hildesheim gedreht. 

## Besetzung

### Hauptbesetzung
| Schauspieler      | Rollenname                                       | Staffel(n)   |
| ----------------- | ------------------------------------------------ | ------------ |
| Timon Wloka       | Ben Funke (Deckname) / Ben Brehmer               | 1+2 Kinofilm |
| Janina Fautz      | Leonora „Leo“ Largareta                          | 1+2 Kinofilm |
| Timmi Trinks      | Jonas Stürmer                                    | 1+2 Kinofilm |
| Uğur Ekeroğlu     | Özgür „Özzi“ Delikaya                            | 1+2 Kinofilm |
| Ruby O. Fee       | Sophie Kellermann                                | 1+2          |
| Stephanie Amarell | Sophie Kellermann                                | Kinofilm     |
| Peter Lohmeyer    | Michael Funke (Deckname) / Prof. Michael Brehmer | 1+2          |

In der Kinoverfilmung werden die Kinder bis auf Sophie von denselben Schauspielern wie in der Fernsehserie gespielt. Sophie Kellermann wird in der Kinoverfilmung von Stephanie Amarell gespielt.

### Hauptnebenfiguren
| Schauspieler          | Rollenname                  | Staffel(n) |
| --------------------- | --------------------------- | ---------- |
| Denis Moschitto       | Harald Jakobs               | 1+2        |
| Alwara Höfels         | Tanja Greve                 | 1+2        |
| Eralp Uzun            | Cenk Delikaya               | 1+2        |
| Shalin-Tanita Rogall  | Jacqueline „Jacky“ Fritsche | 1+2        |
| Alexandra Weis        | Miriam „Miri“ Meier         | 1+2        |
| Sascha Chmelensky     | Lennart „Lenny“ Merz        | 1+2        |
| Bejean Banner         | Marvin                      | 1+2        |
| Amina Merai           | Mandy                       | Kinofilm   |
| Jonathan Elias Weiske | Phillip                     | Kinofilm   |

### Nebenfiguren
| Schauspieler             | Rollenname                | Staffel(n) |
| ------------------------ | ------------------------- | ---------- |
| Tim Wilde                | Max Forck                 | 1          |
| Augustin Kramann         | Thomas Kern               | 1          |
| Anika Mauer              | Frau Kellermann           | 1          |
| Ralph Herforth           | Dr. Andreas Schier        | 1          |
| Florian Martens          | Johann Bauer              | 1          |
| Jan Jakob Müller         | Basti                     | 1          |
| Dorian Brunz             | Tobias                    | 1          |
| Oliver Wnuk              | Rocky, Roland             | 1          |
| Emily Behr               | Bianca                    | 1          |
| Conrad F. Geier          | Paul                      | 1          |
| Nenad Lucic              | Bodo                      | 1          |
| Henrik Zimmermann        | Jan                       | 1          |
| Stefan Dietrich          | Piet                      | 1          |
| Nicolaj Grin             | Carlos                    | 1          |
| Julika Jenkins           | Frau Dehning              | 1          |
| Steffen Groth            | Wolf Weller               | 2          |
| Thomas Arnold            | Boris                     | 2          |
| Ronald Kukulies          | Dorfpolizist HaJo         | 2          |
| Julia Jäger              | Elisabeth Genthin         | 2          |
| Arnd Klawitter           | Lasinski                  | 2          |
| Dietrich Hollinderbäumer | Prof. Dr. Crohn           | 2          |
| Peter Prager             | Frank Brandner            | 2          |
| Hartmut Volle            | Laurenz Georgi            | 2          |
| Mirko Lang               | Gangster Tom              | 2          |
| Timur Işık               | Gangster Vadim            | 2          |
| Moritz Gaa               | Gangster Julio            | 2          |
| Paul Maaß                | Götz                      | 2          |
| Veit Stübner             | Martin Vogt               | 2          |
| Dirc Simpson             | Schneider                 | 2          |
| Alexander Sternberg      | Wolters                   | 2          |
| Mickey Hardt             | Marius                    | 2          |
| Richard Sammel           | Alexander Legard          | 2          |
| Suzan Anbeh              | Dr. Carla Brehmer         | 2          |
| Lennardt Krüger          | Innenminister             | 2          |
| Henriette Gonnermann     | Bundespräsidentin         | 2          |
| Lars Löllmann            | Agent                     | 2          |
| Philipp Mauritz          | Agent                     | 2          |
| Stipe Erceg              | Albrecht „Teiwaz“ Stürmer | Kinofilm   |
| Christian Grashof        | Gotthard                  | Kinofilm   |
| Robert Maaser            | Hengest                   | Kinofilm   |
| Paul Boche               | Kjelt                     | Kinofilm   |
| Antonio Wannek           | Polizist Vincent          | Kinofilm   |
| Mathis Landwehr          | Ludwig                    | Kinofilm   |
| Violetta Schurawlow      | Frau Tuschner             | Kinofilm   |
| Nilam Farooq             | Polizistin Lara           | Kinofilm   |
| Stephan Grossmann        | Herr Joost                | Kinofilm   |
| Bill Becker              | Danny                     | Kinofilm   |
| Hannes Stelzer           | Albrecht Stürmer (alt)    | Kinofilm   |
| Robert Hofmann           | Reporter                  | Kinofilm   |

## Ausstrahlung
Die erste Staffel wurde erstmals ab dem 3. Februar 2010 montags bis donnerstags auf KiKA ausgestrahlt. Danach wurden alle Folgen auf demselben Sendeplatz wiederholt.  Auf ORF 1 wurden die Folgen ab dem 22. Juli 2010 im Nachmittagsprogramm ausgestrahlt. Der finnische Fernsehsender YLE TV2 strahlte die Serie unter dem Titel 13 tuntia (13 Stunden) aus und auf dem niederländischen Sender NPO 3 lief sie als 13 uur: Race tegen de klok.
Die zweite Staffel war vom 26. Dezember 2011 bis zum 4. Januar 2012 montags bis donnerstags ab 20:10 Uhr auf KiKA zu sehen und wurden unmittelbar danach erneut ausgestrahlt.
Der Kinofilm startete am 27. Oktober 2016 in den deutschen Kinos.

## Episodenliste

### Staffel 1
| Episode (gesamt) | Episode (Staffel) | Titel | Erstausstrahlung | Drehbuch                          | Producer        | Regie          |
| ---------------- | ----------------- | ----- | ---------------- | --------------------------------- | --------------- | -------------- |
| 01               | 01                | 08:00 | 3. Februar 2010  | Silja Clemens und Stephan Rick    | Ceylan Yildirim | Stephan Rick   |
| 02               | 02                | 09:00 | 4. Februar 2010  | Silja Clemens                     | Ceylan Yildirim | Stephan Rick   |
| 03               | 03                | 10:00 | 8. Februar 2010  | Silja Clemens                     | Ceylan Yildirim | Stephan Rick   |
| 04               | 04                | 11:00 | 9. Februar 2010  | Catharina Junk                    | Ceylan Yildirim | Stephan Rick   |
| 05               | 05                | 12:00 | 10. Februar 2010 | Catharina Junk und Michael Demuth | Ceylan Yildirim | Stephan Rick   |
| 06               | 06                | 13:00 | 11. Februar 2010 | Silja Clemens und Michael Demuth  | Ceylan Yildirim | Stephan Rick   |
| 07               | 07                | 14:00 | 15. Februar 2010 | Silja Clemens                     | Ceylan Yildirim | Stephan Rick   |
| 08               | 08                | 15:00 | 16. Februar 2010 | Catharina Junk                    | Ceylan Yildirim | Stephan Rick   |
| 09               | 09                | 16:00 | 17. Februar 2010 | Catharina Junk                    | Ceylan Yildirim | Andreas Morell |
| 10               | 10                | 17:00 | 18. Februar 2010 | Catharina Junk                    | Ceylan Yildirim | Andreas Morell |
| 11               | 11                | 18:00 | 22. Februar 2010 | Catharina Junk und Michael Demuth | Ceylan Yildirim | Andreas Morell |
| 12               | 12                | 19:00 | 23. Februar 2010 | Silja Clemens und Michael Demuth  | Ceylan Yildirim | Andreas Morell |
| 13               | 13                | 20:00 | 24. Februar 2010 | Silja Clemens                     | Ceylan Yildirim | Andreas Morell |

### Staffel 2
| Episode (gesamt) | Episode (Staffel) | Titel | Erstausstrahlung  | Drehbuch                                      | Headautor/Producer | Regie          |
| ---------------- | ----------------- | ----- | ----------------- | --------------------------------------------- | ------------------ | -------------- |
| 14               | 01                | 08:00 | 26. Dezember 2011 | Silja Clemens, Michael Demuth und Oke Stielow | Ceylan Yildirim    | Andreas Morell |
| 15               | 02                | 09:00 | 27. Dezember 2011 | Silja Clemens, Michael Demuth und Oke Stielow | Ceylan Yildirim    | Andreas Morell |
| 16               | 03                | 10:00 | 27. Dezember 2011 | Silja Clemens, Michael Demuth und Oke Stielow | Ceylan Yildirim    | Andreas Morell |
| 17               | 04                | 11:00 | 28. Dezember 2011 | Silja Clemens, Michael Demuth und Oke Stielow | Ceylan Yildirim    | Andreas Morell |
| 18               | 05                | 12:00 | 28. Dezember 2011 | Silja Clemens, Michael Demuth und Oke Stielow | Ceylan Yildirim    | Andreas Morell |
| 19               | 06                | 13:00 | 29. Dezember 2011 | Silja Clemens, Michael Demuth und Oke Stielow | Ceylan Yildirim    | Andreas Morell |
| 20               | 07                | 14:00 | 29. Dezember 2011 | Silja Clemens, Michael Demuth und Oke Stielow | Ceylan Yildirim    | Andreas Morell |
| 21               | 08                | 15:00 | 2. Januar 2012    | Silja Clemens, Michael Demuth und Oke Stielow | Ceylan Yildirim    | Andreas Morell |
| 22               | 09                | 16:00 | 2. Januar 2012    | Silja Clemens, Michael Demuth und Oke Stielow | Ceylan Yildirim    | Andreas Morell |
| 23               | 10                | 17:00 | 3. Januar 2012    | Silja Clemens, Michael Demuth und Oke Stielow | Ceylan Yildirim    | Andreas Morell |
| 24               | 11                | 18:00 | 3. Januar 2012    | Silja Clemens, Michael Demuth und Oke Stielow | Ceylan Yildirim    | Andreas Morell |
| 25               | 12                | 19:00 | 4. Januar 2012    | Silja Clemens, Michael Demuth und Oke Stielow | Ceylan Yildirim    | Andreas Morell |
| 26               | 13                | 20:00 | 4. Januar 2012    | Silja Clemens, Michael Demuth und Oke Stielow | Ceylan Yildirim    | Andreas Morell |

### Kinofilm
| Titel                            | Kinostart        | Drehbuch                        | Produzenten | Regie            |
| -------------------------------- | ---------------- | ------------------------------- | --- | ---------------- |
| Allein gegen die Zeit – Der Film | 27. Oktober 2016 | Michael Demuth, Ceylan Yildirim | Ceylan Yildirim, Cornelius Conrad, Ulrike Dotzer, Anja Hagemeier, Martin Hofmann, Ole Kampovski, Brigitta Mühlenbeck und Astrid Plenk | Christian Theede |

## Auszeichnungen
- Goldener Spatz 2010
  - Sonderpreis für Innovation
  - Preis für den besten Hauptdarsteller an Timon Wloka
- Prix Jeunesse International 2010
  - in der Kategorie: Fiction (Altersgruppe 12–15-Jährige)
  - Preis der internationalen Jugendjury
- Der weiße Elefant 2010
  - Preis für das beste Konzept an Silja Clemens, Stephan Rick und Ceylan Yildirim
- Emil 2011
  - Kategorie: Thrillerserie
- Deutscher Kamerapreis 2012
  - Beste Kamera/Serie: Elf Uhr

Nominierungen
Staffel 1
- Deutscher Fernsehpreis 2010
  - Nominierung als Beste Serie. Persönliche Nominierungen: Produzent Martin Hofmann, Schauspieler Peter Lohmeyer (stellvertretend fürs Ensemble), Redakteur Ole Kampovski, Autor Stephan Rick[8]
- Deutscher Kamerapreis 2010
  - Elf Uhr: Nominierung für Felix Cramer[9]
- Banff World Television Festival
- International Emmy Awards 2011
  - Kategorie: Kinder- und Jugendsendung[10]

Staffel 2
- Banff World Media Award 2012
  - Nominierung in der Kategorie Best Youth Program (13+)[11]
- Goldener Spatz 2012
  - Nominierung in der Kategorie Beste Serie/Kurzfilm/Reihe.[12]
- Deutscher Kamerapreis 2012
  - Nominierung in der Kategorie Bester Schnitt/Serie für Mathias Paduch: Vierzehn Uhr

## Kritik
„Ab dem 3. Februar 2010 werden viele Kinder länger aufbleiben wollen. Eltern sollten dann mitgucken. Falls es zu aufregend wird – und weil es spannend ist!“

„Lustig: Seit Jahren versuchen deutsche Fernsehmacher, US-Serien zu kopieren – meist mit kläglichem Ergebnis. Und dann kommt der Kika daher, produziert eine Thrillerserie für Kids im Stil von „24“ – und liefert Top-Unterhaltung, die selbst Leute jenseits der Pubertät begeistert. Von dieser mutigen Serie können sich viele Produzenten einmal eine Scheibe abschneiden.“

„Ganz im Ernst: Das ist mit Abstand das Beste, was ich seit langem an deutschen Produktionen gesehen habe. (…) Wenn so etwas mit geringfügigen Änderungen auf einem attraktiven Sendeplatz eines großen Senders angeboten werden würde, könnte die deutsche Serie eine Renaissance erleben.“